# Canton de Bellac
Le canton de Bellac est une circonscription électorale française située dans le département de la Haute-Vienne et la région Nouvelle-Aquitaine.

## Géographie
Ce canton est organisé autour de Bellac dans l'arrondissement de Bellac. 

## Représentation

### Conseillers généraux de 1833 à 2015
| Période | Période      | Identité                                          | Étiquette           | Qualité |
| ------- | ------------ | ------------------------------------------------- | ------------------- | --- |
| 1833    | 1843 (décès) | Pierre Charreyron                                 | Conservateur        | Avocat puis Président du Tribunal civil de Bellac Député (1834-1839) Elu également dans le Canton de Châteauponsac               |
| 1843    | 1845         | François Victor Charreyron (frère du précédent)   | Conservateur        | Médecin, maire de Bellac Propriétaire du Monteil de Blanzac                                                                      |
| 1845    | 1848         | Antoine Despouges de l'Age                        |                     | Avocat, propriétaire à Bellac |
| 1848    | 1852         | Charles Jacques Charreyron (fils de P.Charreyron) | Conservateur        | Avocat à Bellac, puis magistrat Député (février à décembre 1871)                                                                 |
| 1852    | 1861         | Marquis Jean-Baptiste Emmanuel de Roffignac       |                     | Lieutenant de louveterie, garde du corps Propriétaire à Saint-Junien-les-Combes                                                  |
| 1861    | 1867         | Edmond-Victor Dubois des Termes                   |                     | Maire de Bellac |
| 1867    | 1871         | Charles Génébrias de Gouttepagnon                 |                     | Avocat, maire de Bellac |
| 1871    | 1880         | François-Xavier Genty de la Borderie              | Droite              | Propriétaire et banquier - Maire de Bellac                                                                                       |
| 1880    | 1886         | Justin Labuze                                     | Gauche républicaine | Médecin - Député (1878-1885) Maire de Bellac                                                                                     |
| 1886    | 1902 (décès) | Firmin Tardy                                      | Droite              | Banquier Maire de Bellac (1896-1900)                                                                                             |
| 1902    | 1909 (décès) | Gabriel Ferriol (1860-1909)                       | Rad.                | Employé de Préfecture Maire de Bellac (1900-1907)                                                                                |
| 1909    | 1928         | Alexandre Pénot                                   | Rad.                | Docteur en médecine Maire de Bellac (1911-1929)                                                                                  |
| 1928    | 1940         | Jules Gendraud (1892-1966)                        | Rad.ind.            | Médecin Maire de Bellac (1934-1941)                                                                                              |
|         |              |                                                   |                     | |
| 1942    | 1945         | Pierre Desbordes                                  |                     | Maire de Bellac (1941-1944) Nommé conseiller départemental en 1942                                                               |
|         |              |                                                   |                     | |
| 1945    | 1961         | Paul Champagnac                                   | SFIO                | Premier adjoint au maire de Bellac                                                                                               |
| 1961    | 1973         | André Cluzeau                                     | SFIO puis PS        | Professeur Maire de Bellac (1944-1973) Suppléant du député Louis Longequeue (1967-1968)                                          |
| 1973    | 1992         | Guy Boussely                                      | UDF puis DVD        | Médecin Maire de Bellac (1974-1995) Conseiller régional (1986-1992)                                                              |
| 1992    | 1998         | Colette Gadioux                                   | PS                  | Présidente du Centre Régional d'Information sur les Droits des Femmes du Limousin Députée au Parlement Européen (1984-1989)      |
| 1998    | 2011         | Jean-François Perrin                              | PS                  | Professeur des écoles Maire de Blond depuis 2001                                                                                 |
| 2011    | 2015         | Claude Peyronnet                                  | App. PCF            | Principal de collège Adjoint au maire de Bellac (2008-2014) puis conseiller municipal de Bellac (2014-2020) et Maire depuis 2020 |

### Conseillers d'arrondissement (de 1833 à 1940)
| Période                                  | Période      | Identité                                        | Étiquette                                              | Qualité |
| ---------------------------------------- | ------------ | ----------------------------------------------- | ------------------------------------------------------ | --- |
| 1833                                     | 1839         | Paul Lagorce (1803-1864)                        |                                                        | Avocat, maire de Bellac                                                                                     |
| 1839                                     | 1842 (décès) | François Joseph Durand de Richemont (1780-1842) |                                                        | Ancien Sous-Préfet, propriétaire à Blond                                                                    |
| 1842                                     | 1848         | Paul Mallebay (1785-1870)                       |                                                        | Ancien greffier au Tribunal civil, propriétaire à Bellac                                                    |
|                                          |              |                                                 |                                                        | |
| 1871                                     |              | Pascal Genty de La Borderie                     |                                                        | Maire de Bellac                                                                                             |
|                                          |              |                                                 |                                                        | |
| 1895                                     |              | Henri Lesterpt de Beauvais                      | Droite                                                 | Avocat, propriétaire à Bellac                                                                               |
|                                          |              |                                                 |                                                        | |
| av.1919                                  | 1925         | Jean Marty                                      | Républicain indépendant (Ligue républicaine nationale) | Agriculteur et régisseur à Bellac                                                                           |
| 1925                                     | 1931         | Charles Garceaux                                | Radical                                                | Fondeur, conseiller municipal de Bellac                                                                     |
| 1931                                     | 1937         | François-Maxime Marnet                          | SFIO                                                   | Maire de Bellac                                                                                             |
| 1937                                     | 1940         | Charles Garceaux                                | Radical                                                | Fondeur, conseiller municipal de Bellac                                                                     |
| 1940                                     |              |                                                 |                                                        | Les conseils d'arrondissement ont été suspendus par la loi du 12 octobre 1940 et n'ont jamais été réactivés |
| Les données manquantes sont à compléter. |              |                                                 |                                                        | |

### Conseillers départementaux depuis 2015
| Période élective | Période élective | Mandat | Mandat   | Identité                  | Nuance | Nuance | Qualité |
| ---------------- | ---------------- | ------ | -------- | ------------------------- | ------ | ------ | --- |
| 2015             | 2021             | 2015   | 2021     | Martine Fredaigue-Poupon  |        | DVG    | Cadre Maire de Peyrat-de-Bellac (2014-2020) |
| 2015             | 2021             | 2015   | 2021     | Stéphane Veyriras         |        | PS     | Médecin Conseiller municipal de Nantiat Ancien conseiller général du Canton de Nantiat (1988-2015) Président de la 1ère Commission : Affaires générales, patrimoine départemental, personnel, relations internationales |
| 2021             | 2028             | 2021   | en cours | Patricia Marcoux Lestieux |        | PCF    | Maire de Peyrat-de-Bellac depuis 2020 |
| 2021             | 2028             | 2021   | en cours | Stéphane Veyriras         |        | PS     | Médecin, conseiller municipal de Nantiat |

### Résultats détaillés

#### Élections de mars 2015
À l'issue du 1er tour des élections départementales de 2015, deux binômes sont en ballottage : Martine Fredaigue-Poupon et Stéphane Veyriras (Union de la Gauche, 27,86 %) et Jean-Paul Berroyer et Nathalie Gerard (FN, 21,48 %). Le taux de participation est de 59,83 % (8 132 votants sur 13 592 inscrits) contre 57,81 % au niveau départemental et 50,17 % au niveau national.
Au second tour, Martine Fredaigue-Poupon et Stéphane Veyriras (Union de la Gauche) sont élus avec 63,83 % des suffrages exprimés et un taux de participation de 61,21 % (4 523 voix pour 8 320 votants et 13 592 inscrits).

#### Élections de juin 2021
Le premier tour des élections départementales de 2021 est marqué par un très faible taux de participation (33,26 % au niveau national). Dans le canton de Bellac, ce taux de participation est de 40,42 % (5 224 votants sur 12 924 inscrits) contre 37,25 % au niveau départemental. À l'issue de ce premier tour, deux binômes sont en ballottage : Patricia Marcoux Lestieux et Stéphane Veyriras (Union à gauche, 52,29 %) et Philippe Dutertre et Nathalie Gérard (RN, 20,41 %).
Le second tour des élections est marqué une nouvelle fois par une abstention massive équivalente au premier tour. Les taux de participation sont de 34,36 % au niveau national, 38,38 % dans le département et 41,52 % dans le canton de Bellac. Patricia Marcoux Lestieux et Stéphane Veyriras (Union à gauche) sont élus avec 71,65 % des suffrages exprimés (3 439 voix pour 5 367 votants et 12 927 inscrits),,. 

## Composition

### Composition avant 2015

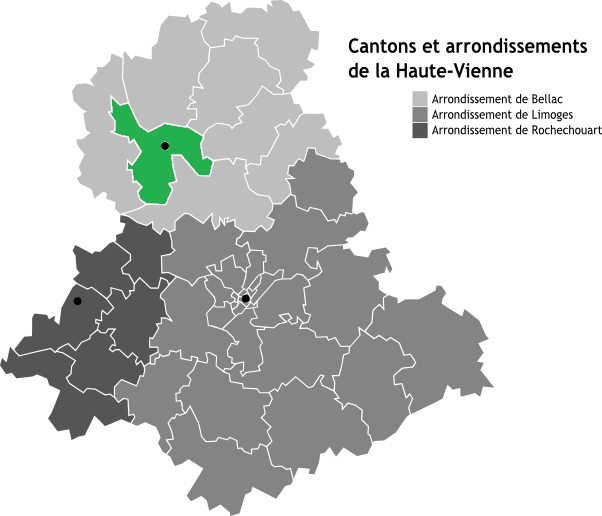
Situation du canton de Bellac dans le département de la Haute-Vienne avant 2015.

Le canton de Bellac regroupait 6 communes.
| Nom                     | Code Insee | Codepostal | Superficie (km2) | Population (dernière pop. légale) | Densité (hab./km2) |
| ----------------------- | ---------- | ---------- | ---------------- | --------------------------------- | ------------------ |
| Bellac (chef-lieu)      | 87011      | 87300      | 24,42            | 4 211 (2012)                      | 172                |
| Blanzac                 | 87017      | 87300      | 23,50            | 509 (2012)                        | 22                 |
| Blond                   | 87018      | 87300      | 64,69            | 733 (2012)                        | 11                 |
| Peyrat-de-Bellac        | 87116      | 87300      | 31,20            | 1 111 (2012)                      | 36                 |
| Saint-Bonnet-de-Bellac  | 87139      | 87300      | 34,51            | 505 (2012)                        | 15                 |
| Saint-Junien-les-Combes | 87155      | 87300      | 20,59            | 178 (2012)                        | 8,6                |

### Composition depuis 2015

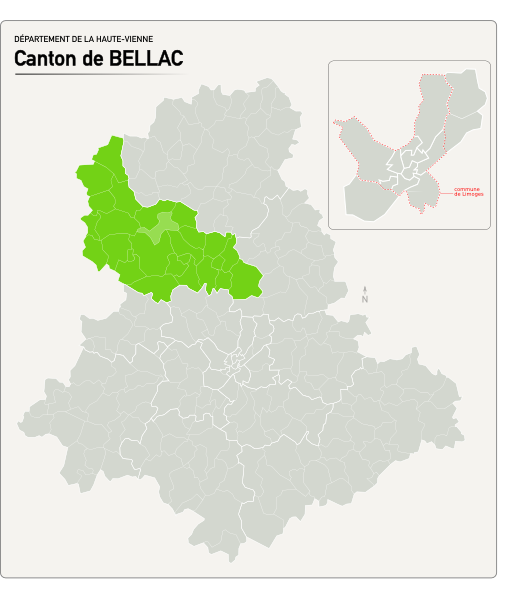
Situation du canton de Bellac dans le département de la Haute-Vienne depuis 2015.

Lors du redécoupage de 2014, le canton comprenait vingt-six communes entières.
À la suite de la création des communes nouvelles de Saint-Pardoux-le-Lac et de Val-d'Oire-et-Gartempe au 1er janvier 2019, ainsi qu'au décret du 5 mars 2020, rattachant entièrement la commune nouvelle de Val-d'Oire-et-Gartempe au canton de Châteauponsac et celle de Saint-Pardoux-le-Lac au canton de Bellac, le canton comprend désormais vingt-deux communes entières.
| Nom                            | Code Insee | Intercommunalité               | Superficie (km2) | Population (dernière pop. légale) | Densité (hab./km2) | Modifier                                    |
| ------------------------------ | ---------- | ------------------------------ | ---------------- | --------------------------------- | ------------------ | ------------------------------------------- |
| Bellac (bureau centralisateur) | 87011      | CC Haut-Limousin en Marche     | 24,42            | 3 569 (2022)                      | 146                | modifier les données · modifier les données |
| Berneuil                       | 87012      | CC Haut-Limousin en Marche     | 26,09            | 429 (2022)                        | 16                 | modifier les données · modifier les données |
| Blanzac                        | 87017      | CC Haut-Limousin en Marche     | 23,50            | 479 (2022)                        | 20                 | modifier les données · modifier les données |
| Blond                          | 87018      | CC Haut-Limousin en Marche     | 64,69            | 690 (2022)                        | 11                 | modifier les données · modifier les données |
| Breuilaufa                     | 87022      | CC Élan Limousin Avenir Nature | 4,60             | 114 (2022)                        | 25                 | modifier les données · modifier les données |
| Le Buis                        | 87023      | CC Élan Limousin Avenir Nature | 6,55             | 183 (2022)                        | 28                 | modifier les données · modifier les données |
| Chamboret                      | 87033      | CC Élan Limousin Avenir Nature | 21,59            | 788 (2022)                        | 36                 | modifier les données · modifier les données |
| Cieux                          | 87045      | CC Haut-Limousin en Marche     | 41,06            | 1 001 (2022)                      | 24                 | modifier les données · modifier les données |
| Compreignac                    | 87047      | CC Élan Limousin Avenir Nature | 47,62            | 1 866 (2022)                      | 39                 | modifier les données · modifier les données |
| Gajoubert                      | 87069      | CC Haut-Limousin en Marche     | 14,11            | 148 (2022)                        | 10                 | modifier les données · modifier les données |
| Montrol-Sénard                 | 87100      | CC Haut-Limousin en Marche     | 27,17            | 253 (2022)                        | 9,3                | modifier les données · modifier les données |
| Mortemart                      | 87101      | CC Haut-Limousin en Marche     | 3,60             | 127 (2022)                        | 35                 | modifier les données · modifier les données |
| Nantiat                        | 87103      | CC Élan Limousin Avenir Nature | 25,42            | 1 584 (2022)                      | 62                 | modifier les données · modifier les données |
| Nouic                          | 87108      | CC Haut-Limousin en Marche     | 35,95            | 430 (2022)                        | 12                 | modifier les données · modifier les données |
| Peyrat-de-Bellac               | 87116      | CC Haut-Limousin en Marche     | 31,20            | 1 059 (2022)                      | 34                 | modifier les données · modifier les données |
| Saint-Bonnet-de-Bellac         | 87139      | CC Haut-Limousin en Marche     | 34,51            | 456 (2022)                        | 13                 | modifier les données · modifier les données |
| Saint-Junien-les-Combes        | 87155      | CC Haut-Limousin en Marche     | 20,59            | 182 (2022)                        | 8,8                | modifier les données · modifier les données |
| Saint-Martial-sur-Isop         | 87163      | CC Haut-Limousin en Marche     | 23,44            | 146 (2022)                        | 6,2                | modifier les données · modifier les données |
| Saint-Pardoux-le-Lac           | 87128      | CC Gartempe Saint-Pardoux      | 67,40            | 1 364 (2022)                      | 20                 | modifier les données · modifier les données |
| Thouron                        | 87197      | CC Élan Limousin Avenir Nature | 13,73            | 563 (2022)                        | 41                 | modifier les données · modifier les données |
| Val d'Issoire                  | 87097      | CC Haut-Limousin en Marche     | 71,60            | 1 031 (2022)                      | 14                 | modifier les données · modifier les données |
| Vaulry                         | 87198      | CC Élan Limousin Avenir Nature | 16,03            | 397 (2022)                        | 25                 | modifier les données · modifier les données |
| Canton de Bellac               | 8703       |                                | 644,87           | 16 859 (2022)                     | 26                 | modifier les données                        |

## Démographie

### Démographie avant 2015
| 1962  | 1968  | 1975  | 1982  | 1990  | 1999  | 2006  | 2011  | 2012  |
| ----- | ----- | ----- | ----- | ----- | ----- | ----- | ----- | ----- |
| 8 858 | 8 854 | 8 643 | 8 121 | 7 930 | 7 503 | 7 455 | 7 313 | 7 247 |

### Démographie depuis 2015
En 2022, le canton comptait 16 859 habitants, en évolution de −5,7 % par rapport à 2016 (Haute-Vienne : −0,68 %, France hors Mayotte : +2,11 %).
| 2013   | 2018   | 2022   |
| ------ | ------ | ------ |
| 18 234 | 17 500 | 16 859 |